# 幕末奇譚 SHINSEN5
『幕末奇譚 SHINSEN5』（ばくまつきたん シンセンファイブ）は、新撰組を題材とした日本映画作品。
第壱弾である「剣豪降臨」は2013年2月23日、第弐弾である「風雲伊賀越え」は2013年12月21日に公開。
2014年、ゼロサムオンラインにてコミカライズ、2014年4月9日には外伝を舞台化。

## 概要
新撰組五人衆に、陰陽師･土御門源春が様々な剣豪を蘇らせ襲い掛かる。時代を飛び越えたエンターテイメント時代劇。
- 2013年2月23日、 『幕末奇譚 SHINSEN5 〜剣豪降臨〜』公開。
- 2013年12月21日、『幕末奇譚 SHINSEN5弐 〜風雲伊賀越え〜』公開。
- 2014年2月10日、『幕末奇譚 SHINSEN5 懐』が一迅社ゼロサムオンラインにて、ウェブコミックとして連載開始する[2]。
- 2014年4月9日-13日、舞台『幕末奇譚 SHINSEN5 〜外伝〜』全8公演。

## メインキャスト
- 新撰組、敵役共に『ミュージカル・テニスの王子様』に出演したことのある若手俳優が集結した。
- メインである新撰組五人衆、土方歳三に馬場徹、沖田総司に神永圭佑、斎藤一に馬場良馬、藤堂平助に八神蓮、原田左之助に広瀬友祐。
- 第弐弾の「風雲伊賀越え」では、原田左之助役であった広瀬友祐と代わり、相馬圭祐が出演した。

## 『幕末奇譚 SHINSEN5 〜剣豪降臨〜』
2013年2月23日に公開された映画作品。
藤堂平助の心情を中心に、それぞれの戦いや仲間への想いを描いている。
あらすじ
幕末の混乱に乗じて陰陽師･土御門源春が蘇り、陰陽術を使って次々と剣豪を蘇らせる。長州藩参謀、吉田稔麿は土御門と剣豪たちを使い、幕府転覆を画策する。今、新撰組局長、近藤勇により選ばれし5人の新撰組隊士が立ち上がる。

### キャスト
- 土方歳三 ： 馬場徹
- 沖田総司 ： 神永圭佑
- 斎藤一 ： 馬場良馬
- 藤堂平助 ： 八神蓮
- 原田左之助 ： 広瀬友祐
- 吉田稔麿 ： 高崎翔太
- 陰陽師･土御門源春 ： 佐々木喜英
- 柳生十兵衞 ：井殿雅和
- 宝蔵院胤舜 ： 鈴木信二
- 宮本武蔵 ：日下秀昭
- 近藤勇 ： 板倉チヒロ
- 山村 ： 上杉輝
- 辻本 ： 坂口候一
- ナレーション ： 鵜飼主水

### スタッフ
- 監督 ： 中島良
- 脚本 ： まつだ壱岱
- 製作 ： 宮路敬久、磯山敦、齋藤正登
- 製作･プロデューサー ： 三木和史
- プロデューサー ： 小林智浩、鎗水善史、麻生英輔
- アクション監督 ： 竹田道弘
- 助監督 ： 山田一洋
- 撮影 ： 佐々木靖之
- 編集 ： 大川景子
- 音楽 ： 諸橋邦行

主題歌
- みきとP feat.りぶ 『月陽-ツキアカリ-』

## 『幕末奇譚 SHINSEN5弐 〜風雲伊賀越え〜』
2013年12月21日に公開された映画作品。
今作は、沖田総司がメインとなっており、前作よりもそれぞれの登場人物の心情にスポットを当てている。
あらすじ
前回の戦いから数ヶ月後、生きていた陰陽師･土御門源春により真田幸村が蘇る。土御門の陰謀を阻止し、真田幸村の名誉と徳川家康を守るため、SHINSEN5は戦国時代にタイムスリップする。

### キャスト
- 土方歳三 ： 馬場徹
- 沖田総司 ： 神永圭佑
- 斎藤一 ： 馬場良馬
- 藤堂平助 ： 八神蓮
- 原田左之助 ： 相馬圭祐
- 真田幸村 ： 井上正大
- 陰陽師･土御門源春 ： 佐々木喜英
- 近藤勇 ： 板倉チヒロ
- 山南敬助 ： 竹尾一真
- 徳川家康 ： 椙本滋
- 服部半蔵 ： 横塚真之介
- 服部正就 ： 谷本幸優
- 猿飛佐助 ：
- 霧隠才蔵 ：

### スタッフ
- 監督 ： 佐藤太
- 脚本 ： まつだ壱岱
- アクション監督 ： 森崎えいじ
- 助監督 ： 廣田啓
- 撮影 ： 小宮由紀夫
- 編集･CG ： 遊佐和寿
- 音楽 ： MOKU
- 製作者･プロデューサー ： 三木和史
- プロデューサー ： 小林智浩、鎗水善史、麻生英輔
- 製作者 ： 小松賢志、桐畑敏春、余田光隆
- 制作協力 ： タンバリンピクチャーズ
- 制作プロダクション ： ビデオプランニング
- 製作 ： 日本出版販売、ポニーキャニオン、TBSサービス、ビデオプランニング

主題歌
- テルビト『その背に』

## その他・派生作品

### 舞台
舞台『幕末奇譚 SHINSEN5 〜外伝〜』
2014年4月9日-13日（全8公演）、会場 ： 銀座・博品館劇場、脚本・演出 ： まつだ壱岱
- 沖田総司 ： 神永圭佑
- 斎藤一 ： 桑野晃輔
- 永倉新八 ： 渡辺和貴
- 山崎烝 ： 荒牧慶彦
- 山南敬助 ： 緑川睦
- 坂本龍馬 ： 載寧龍二
- 岡田以蔵 ： シン(ViViD)

### DVD
- 幕末奇譚 SHINSEN5 〜剣豪降臨〜（2013年5月24日）
- 幕末奇譚 SHINSEN5弐 〜風雲伊賀越え〜（2014年4月2日）
- メイキング・オブ「幕末奇譚 SHINSEN5 〜剣豪降臨〜」（2012年12月19日）
- メイキング・オブ「幕末奇譚 SHINSEN5弐 〜風雲伊賀越え〜」（2013年10月30日）

### コミカライズ
- 『幕末奇譚 SHINSEN5 懐』 （2014年2月10日連載開始、一迅社ゼロサムオンライン）漫画：さくら真呂、原案：まつだ壱岱。全1巻。

### メディア
- 7スタLive【７スタキャッチアップ】 （2013年3月7日、テレビ東京）馬場良馬、神永圭佑、八神蓮